# Коваленко, Андрей Владимирович (футболист)
Андре́й Влади́мирович Ковале́нко (4 января 1972, Вожега, Вологодская область, РСФСР, СССР) — российский футболист и тренер, вратарь.

## Карьера
Практически всю карьеру провёл в астраханском клубе «Волгарь-Газпром», сыграв в его составе около 400 матчей в первом, втором и третьем дивизионах. Первый круг чемпионата-1993 отыграл в московском «Асмарале», проведя в высшей лиге три матча и пропустив один гол. 2003 год провёл в «КАМАЗе» и «Нефтехимике»
С 2008 по 2018 годы работал в «Волгаре» тренером вратарей. Летом перебрался на аналогичную должность в клуб «Арарат-Армения», однако его пребывание там оказалось непродолжительным.